# 西開天主教堂
天津聖若瑟（ヨセフ）主教座堂は、別名天主教西開総堂、西開教堂、老西開教堂または法国教堂といい、元は天津のフランス租界（現在の中華人民共和国天津市和平区西寧道11号）に位置する天津市文物保護単位かつ天津歴史風貌建築である。この聖堂は1913年に建てられ、初めは聖味増爵堂といったが、後に聖若瑟堂と改名し、その地が老西開であるので西開教堂とも呼ばれた。この聖堂は天津市で最大のロマネスク様式聖堂であり、カトリック天津教区の司教座聖堂でもある。

## 歴史
1912年、ローマ教皇庁は詔書を出して北境代牧区から天主教天津教区を分けて設立し、カテドラルを天津三岔河口の望海楼教堂に置いた。初代の杜保禄司教（フランス人ラザリスト）は、望海楼教堂の場所は天津の旧市街で今後の拡張に不便であるとし、近隣の天津フランス租界の西南の福煦将軍路（現在の浜江道）南端の老西開に新しいカテドラルを建てる準備をした。
1913年8月、西開教堂建設が始まり、天津のフランス租界は警察官を派遣して地区に進駐した。当時の建設工事中の聖堂の煉瓦は全てフランスから運んできたものである。1916年6月、聖堂の建築が竣工し、カトリック天津教区のカテドラルもここに移動した。この後、杜保禄司教は西開教堂附近に続けて西開小学校、若瑟小学校、聖功小学校、若瑟会修女院法漢学校（現在の天津第二十一中学校）と天主教医院（現在の天津婦産科医院）を開き、一つの大きな教会建築群を形成した。
1916年10月20日に、フランス租界の警察官が張荘大橋を警備していた中国の警察に武器を差し出させて拘束するという事件が発生し、天津市民の大規模な抗議活動を引き起こした。後に、この地区は中国とフランスの共同管理を長期にわたって維持した。
1966年8月23日に聖若瑟主教座堂は紅衛兵の襲撃を受け、3つの塔上の十字架は損傷を受けた。それらは1980年代に修復された。1976年には唐山大地震で、両方の鐘楼のドームの台座が重大な被害を被った。1979年に台座を修理し、1980年の秋に竣工して、正式に公開されて宗教活動が回復した。1991年8月、西開天主教堂は天津市文物保護単位に指定された。今日に至るまで、教会は依然天津で最大のカトリック聖堂であり、天津のカトリック教会の中心である。

## 参照項目
- 山西路堂 (天津市) - 天津市最大のプロテスタント教会